# Plumbungan (Kramat)
Plumbungan is een bestuurslaag in het regentschap Tegal van de provincie Midden-Java, Indonesië. Plumbungan telt 2564 inwoners (volkstelling 2010).